# Premi Delfí Colomé
El Premi Delfí Colomé és un premi creat el 2016 atorgat al millor projecte de creació i producció en dansa d'arrel tradicional. El guardó té com a objectiu ser un motor de noves propostes que parteixin de la tradició i del llenguatge de la dansa catalana tradicional. El premi és convocat pel Departament de Cultura de la Generalitat de Catalunya i el Festival Ésdansa, organitzat pel Cercle de Cultura Tradicional i Popular Marboleny de Les Preses. En les dues primeres edicions, 2016 i 2017, ha comptat amb la col·laboració de la Fira Mediterrània de Manresa, el Festival Sismògraf d'Olot, la Federació d'Ateneus de Catalunya i El Graner – Centre de creació del cos i el moviment. En l'edició de 2018 compta amb la col·laboració de la Fira Mediterrània de Manresa, el Festival Sismògraf d'Olot, el Festival Dansàneu, el Mercat de les Flors i la Federació d'Ateneus de Catalunya.

## Característiques
En l'edició 2018, el premi consta d'una dotació de 10.000 euros, dels quals 5.000 són aportats pel Departament de Cultura i la resta per cadascuna de les 4 entitats col·laboradores (Festival Ésdansa, Festival Sismògraf d'Olot, Fira Mediterrània de Manresa i el Festival Dansàneu), que aporten 1.250 euros cadascuna. El premi ha de ser invertit, íntegrament, en la producció del projecte premiat. El projecte guanyador s'estrenarà en el marc del festival Ésdansa 2019. Abans de la seva presentació pública es podrà veure l'evolució del treball als Festivals Dansàneu i Sismògraf; i s'inclourà a la programació de la Fira Mediterrània 2019. El Mercat de les Flors i la XTAC de la Federació d'Ateneus de Catalunya estudiaran la possibilitat de contractar-lo.

## Guanyadors
- 2016 - EgurRa[3]
- 2017 - Pilar de dos
- 2018 - Àer
- 2019 - Durant aquest any no s'ha convocat el Premi Delfí Colomé